# Plebiscito constitucional de Corea del Sur de 1972
El 21 de noviembre de 1972 hubo un plebiscito constitucional en Corea del Sur.
El presidente Park Chung-hee había suspendido la constitución del país y había disuelto la Asamblea Nacional en octubre. Inmediatamente después se comenzó a trabajar en una nueva constitución. El resultado fue un documento altamente autoritario que aumentaba drásticamente los poderes presidenciales y permitía al presidente presentarse por períodos ilimitados de seis años. En resumen, la nueva carta magna le daba el poder absoluto a Park.
Según cifras oficiales, la nueva constitución fue aprobada por un 92.3% de los votantes, con un 91.9% de participación. El plebiscito dio comienzo a la Cuarta República de Corea del Sur.

## Resultados
| Opción                  | Votos      | %    |
| ----------------------- | ---------- | ---- |
| A favor                 | 13,186,559 | 92.3 |
| En contra               | 1,106,143  | 7.7  |
| Votos en blanco o nulos | 118,012    | -    |
| Total                   | 14,410,714 | 100  |
| Fuente: Nohlen et al.   |            |      |